# Darius Scholtysik
Darius Scholtysik (* 4. August 1966 in Zabrze, Polen) ist ein ehemaliger deutscher Fußballspieler und heutiger -trainer.
Scholtysik spielte als Mittelfeldspieler für Bayer 05 Uerdingen (1987–1990, Bundesliga), Stade Löwen (1990–1991, 2. Liga Belgien), die SpVgg Bayreuth (1991–1992, Bayernliga), Arminia Bielefeld (1992–1993, Oberliga Westfalen) sowie die Sportfreunde Siegen (1995–2000; 1995–1997 Oberliga Westfalen und 1997–2000 Regionalliga West/Südwest). Seine aktive Karriere beendete er 2001 beim Nord-Regionalligisten Eintracht Braunschweig.
Im Jahr 2005 übernahm Scholtysik das Training der B-Jugend von Eintracht Braunschweig, bevor er 2007 als Co-Trainer zum Regionalligisten VfL Wolfsburg II wechselte.
Ab der Saison  2008/09 war er als Co-Trainer unter Torsten Lieberknecht bei Eintracht Braunschweig in der Regionalliga, 3. Liga und 2. Bundesliga und Bundesliga tätig.
Vom 1. Oktober 2018 bis zum 15. Juli 2020 war er wieder unter Torsten Lieberknecht Co-Trainer, diesmal beim MSV Duisburg in der 2. Bundesliga und 3. Liga. In der Saison 2021/22 wurde er als Co-Trainer von André Breitenreiter mit dem FC Zürich Schweizer Meister. 2022 wurde er Co-Trainer beim TSG 1899 Hoffenheim unter André Breitenreiter. In der Saison 2024/25 wurde er unter Torsten Lieberknecht Co-Trainer des Zweitligisten SV Darmstadt 98 und blieb es auch unter dem neuen Trainer Florian Kohfeldt.